# Zygocera luctuosa
Zygocera luctuosa là một loài bọ cánh cứng trong họ Cerambycidae.